# Parafia Podwyższenia Krzyża Świętego w Warze
Parafia Podwyższenia Krzyża Świętego w Warze − parafia rzymskokatolicka znajdująca się w archidiecezji przemyskiej, w dekanacie Dynów.

## Historia
W 1391 roku Piotr Kmita wydał przywilej lokacyjny dla Wary. W 1593 roku Katarzyna Wapowska zamieniła cerkiew  w Warze na kościół, który w tym też roku został przez bpa Wawrzyńca Goślickiego przydzielony do parafii w Nozdrzcu. W 1699 roku kościół był już bardzo zniszczony i nie nadawał się do użytkowania. 
W 1946 roku dawną cerkiew zaadaptowano na kościół filialny. W 1985 roku dekretem bpa Ignacego Tokarczuka została erygowana parafia, z wydzielonego terytorium parafii Nozdrzec i parafii Hłudno. W latach 1981–1985 zbudowano murowany kościół, według projektu architektów Grzybowskiego i Pelca. W 1988 roku przybyły siostry Dominikanki. W 1992 roku bp Ignacy Tokarczuk poświęcił kościół pw. Podwyższenia Krzyża Świętego. 
Na terenie parafii jest 1263 wiernych (w tym: Wara – 1009, Niewistka – 254).

## Kościół filialny
- Niewistka była wzmiankowana już w XV wieku. W 1782 roku w Niewistce zbudowano drewniany jednonawowy kościół, z fundacji Jana Bobczyńskiego. W 1873 roku kościół został poświęcony przez ks. dziekana jasielskiego Bolesława Bobczyńskiego, pw. Matki Bożej Anielskiej. W 2004 roku abp Józef Michalik poświęcił nowy murowany kościół pw. Matki Bożej Anielskiej[2].

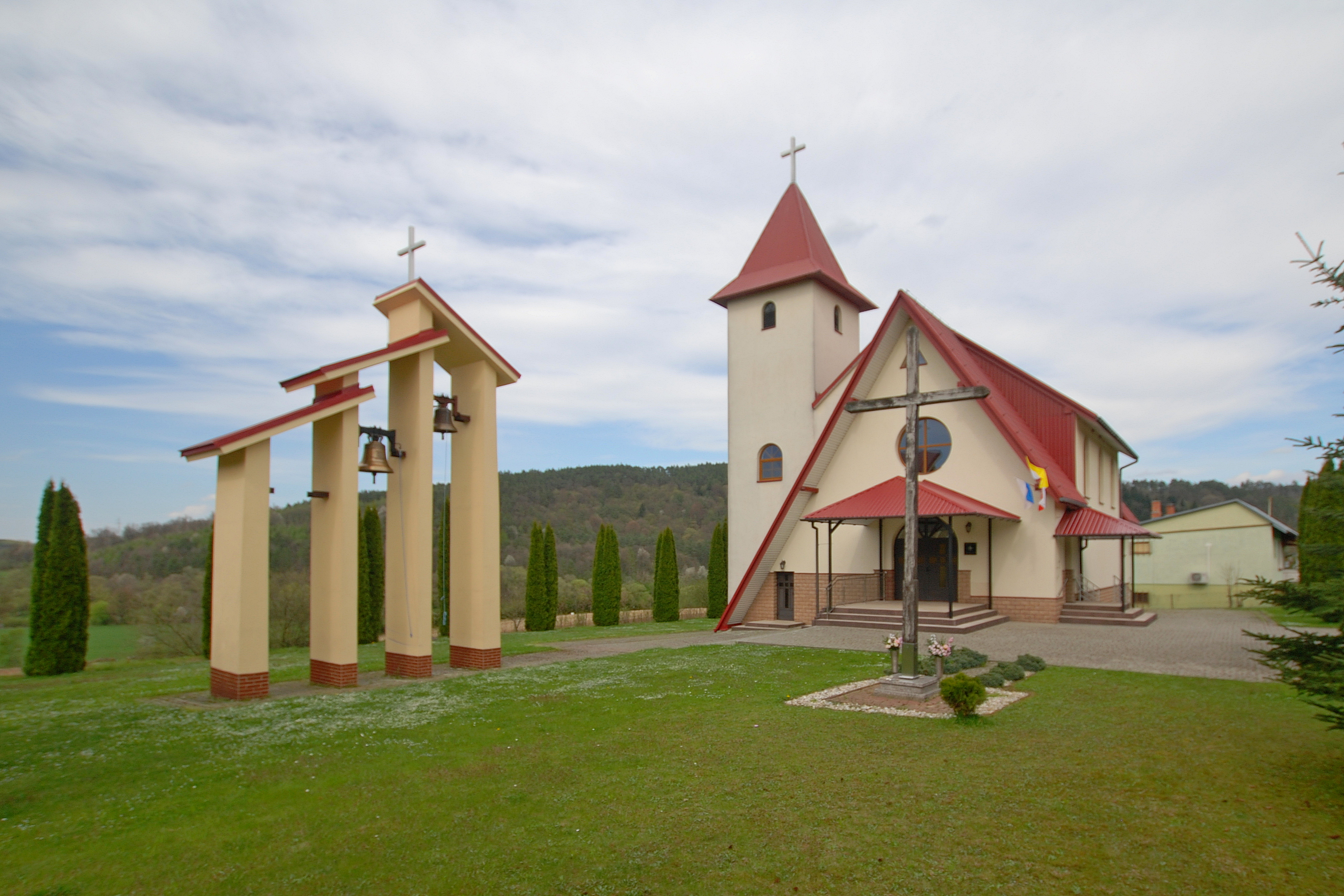
Nowy kościół filialny w Niewistce
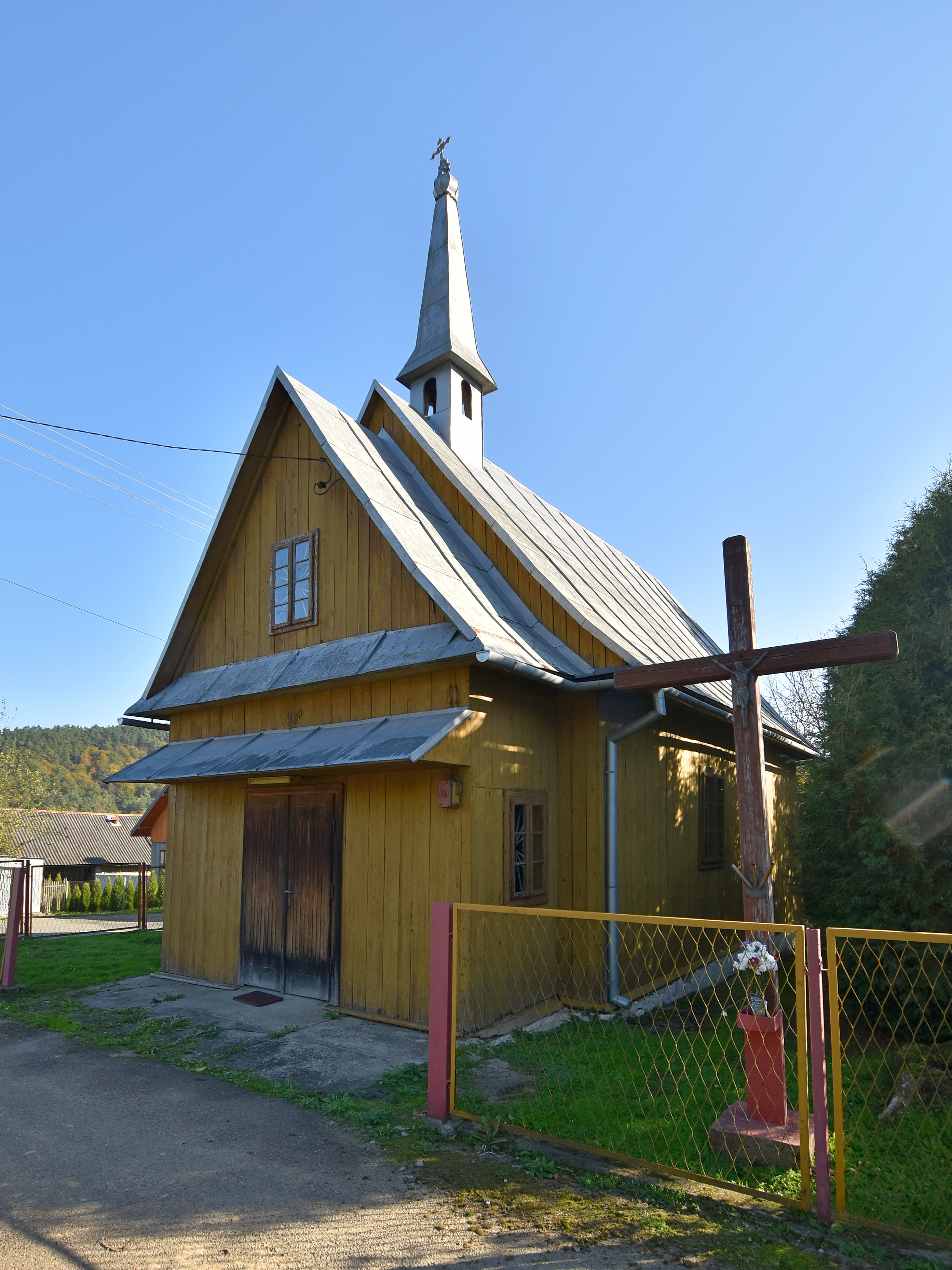
Stary kościół drewniany w Niewistce
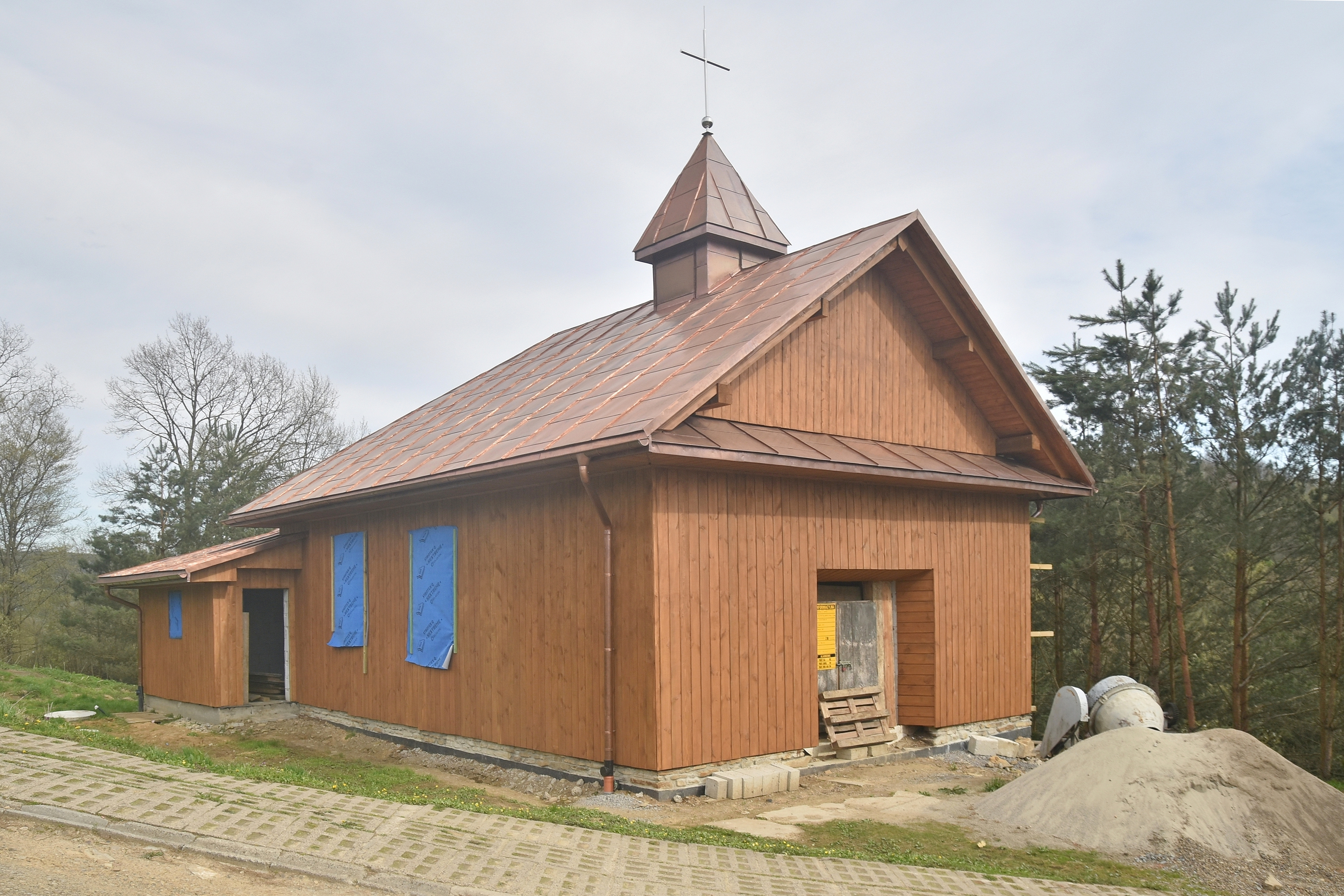
Stary kościół parafialny, w dawnej cerkwi w Warze